# 2015年叙利亚空军安-26运输机坠毁事故
2015年1月18日，叙利亚空军的一架运载装备弹药的安托诺夫安-26型运输机在该国伊德利卜省阿布杜胡尔军事机场试图降落时坠毁，机上35人全部丧生。这起事故是叙利亚1919年有记录以来死亡人数第三多的空难，后被2018年俄罗斯空军安-26运输机坠毁事故（死亡39人）超过，成为叙利亚境内死亡人数第四多的空难。

## 事故概要
这架安-26运输机上载有30名叙利亚士兵和5名伊朗军事专家。叙利亚媒体及叙利亚人权观察团指出本次事故是恶劣天气或“技术原因”导致，并认为飞机撞击了电塔。另一方面，与基地组织关系甚密的征服沙姆阵线宣称制造了这起事故。
叙利亚媒体公布了30名罹难的军人名单。根据叙利亚人权观察团的报告，这30名军人中有13名军官。